# An-Nasir Ahmad (Zaidi imam)
An-Nasir Ahmad (f. 5 de junio, 934) fue el tercer imán del estado Zaidí en Yemen. A través de su activo liderazgo confirmó y expandió el gobierno fundado por sus dos predecesores.

## Primeros años y sucesión
Ahmad bin Yahya nació en Medina (Hoy en día Arabia Saudí) como el último hijo del imán al-Hadi ila'l-Haqq Yahya y su sobrina Fatimah. En 897 siguió a su padre y hermano Muhammad a Yemen, donde Al-Hadi fue reconocido como el primer imán del Zaydismo, rama del Islam Chií  en Yemen. En 907 ayudó a su padre como comandante militar. Después de vivir en Medina regresó a la capital Zaidí en Yemen, Sa'dah, donde fue escogido para suceder a su hermano al-Murtada Muhammad en septiembre 913. Al-Murtada había abdicado en 912 debajo circunstancias algo no claras, y según parece apoyó la reunión de Ahmad. El nuevo imán tomó el título honorífico an-Nasir Ahmad. Fue considerado un gobernante eficiente; uno de sus partidarios compuso un texto panegírico qué describe al imán como el que fortaleció el islam después de que se debilitó.

## Lucha con los Fatimidos
El largo reinado de an-Nasir Ahmad estuvo lleno de luchas contra los partidarios del Califato Fatimí, quienes también tuvieron fuertes seguidores en zonas de Yemen. El imán reunió tropas entre las tribus de Hamdan, Najran y Khawlan para luchar contra el da'i Fatimido. En enero 920 se reunió con el líder Ismailí Abd al-Hamid de Jabal Maswar en una batalla de tres días en Nughash, a las afueras de Saná. Abd al-Hamid padeció una desastrosa derrota la cual destrozó la influencia Ismailí en Yemen definitivamente. Después de un reinado bastante exitoso, an-Nasir Ahmad murió en 934 (o, según otras fuentes, en 927 o 937). Dejó seis hijos, llamados al-Mukhtar al-Qasim, Isma'il, al-Muntakhab al-Hasan, Ja'far, al-Mansur Yahya, y Ali. Tres de estos reclamaron el imamato después él, y el estado Zaidí entró en un periodo bastante oscuro.